# Fortificació de Puigcerdà
La Fortificació de Puigcerdà és una obra del municipi de Puigcerdà, Baixa Cerdanya, declarada bé cultural d'interès nacional.

## Descripció
Guarda només restes dels antics murs i portals que defensaven la població al sector ponentí del puig on hi ha la ciutat, concretament, un llenç de muralla reforçat amb una torre cilíndrica. El parament és de pedres o còdols sense treballar lligades amb morter. Hi ha senyals de reconstrucció en l'aparell del mur. A l'extrem meridional hi havia un portal de muralla, a l'antic camí de la via romana que anava fins al pont de Sant Martí d'Aravó.

## Història
El rei Alfons I entre els anys 1178 i 1181 va atorgar un seguit de privilegis a la població, obligant als seus habitants a la construcció d'unes muralles, una fortalesa... Per la seva situada estratègica ha estat assetjada i reprimida al llarg del temps. Després de la Guerra del segadors (1652), de la divisió de la Cerdanya entre l'estat francès i l'espanyol (1659) el duc de Noailles el 1678 feu demolir les fortificacions.